# Chlosyne wardi
Chlosyne wardi är en fjärilsart som beskrevs av Charles Oberthür 1914. Chlosyne wardi ingår i släktet Chlosyne och familjen praktfjärilar. Inga underarter finns listade i Catalogue of Life.